# 코세
주식회사 코세(일본어: 株式会社コーセー, 영어: KOSÉ Corporation)는 화장품을 제조, 판매하는 일본의 기업이다.

## 기업 개요
창업 당시부터 미용 부원의 매장에서의 점포 판매 형식을 취하고, 립스틱이나 파운데이션을 주력 상품으로 하는 기업이었다. 또한, 1960년대 후반부터 홍콩, 대한민국, 중국 등 아시아 시장 진출도 적극적으로 진행하고 있으며, 현재는 세계 10개 이상의 해외 현지 법인을 가지고 있다. 일본내에서 화장품 업계에서의 점유율은 시세이도에 이어 2위를 차지한다. 생활용품 화장품 업계에서는 평균 연수입 1위이다.

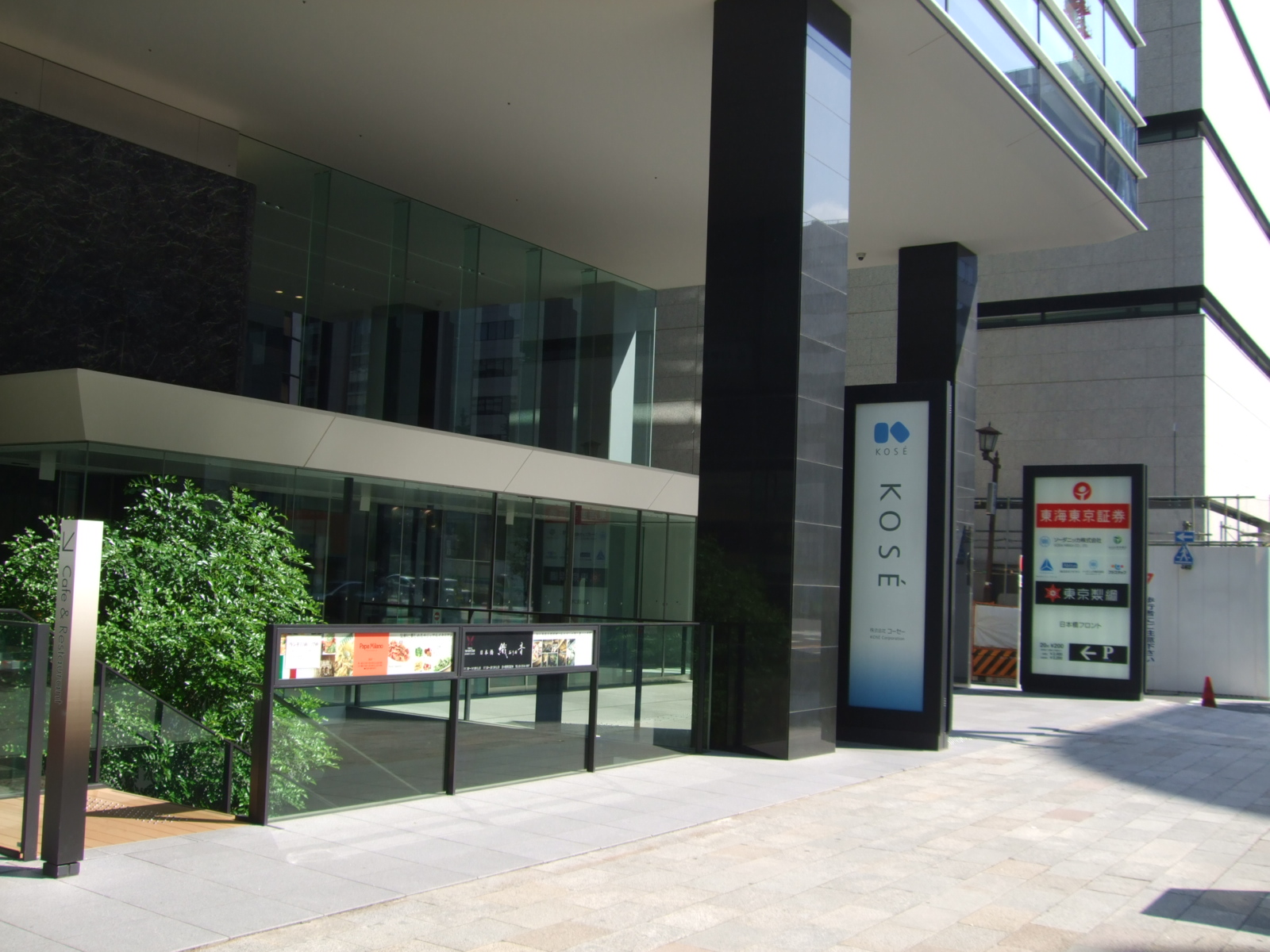
코세 본사 입구

## 연혁
- 1946년 3월 - 코바야시 고자부로에 의해 전신의 "코바야시 주식회사"를 도쿄도 키타 구에 창업.
- 1948년 6월 - "주식회사 코바야시 코세" 설립, 동시에 "KOSEI"의 브랜드 발표 (후에 "KOSE"로 개칭).
- 1965년 3월 - 본사를 도쿄도 츄오 구 니혼바시에 이전.
- 1985년 4월 - 제조 부문 자회사로 "주식회사 코스메라보"를 설립.
- 1988년 4월 - 판매 부문 자회사로 "코세 화장품 판매 주식회사"를 설립.
- 1991년 9월 - 회사 명을 현재의 "주식회사 코세"로 개칭.
- 2000년 12월 - 도쿄 증권거래소 시장 제1부에 주식 상장.
- 2001년 7월 - 한국 지사 설립 (㈜코세 코리아)

## 주요 브랜드
- 보테 드 코세
- 프레디아(Predia)
- 인피니티(INFINITY)
- 그랑덴느
- 세이키세 (Sekkisei, 雪肌精)
  - 세이키세 슈프레임(Sekkisei Supreme, 雪肌精シュープレム)
- 설기수(Seikisui, 雪肌粋)
- 에스프리끄(Esprique)
- 에르시아(ELSIA)
- 파시오(Fasio)
- 모이스처 스킨 리페어(MOISTURE SKIN REPAIR)
- 비세(VISEE)
- 스테판 놀(STEPHEN KNOLL)
- 네이처 앤 코(Nature & Co)
- 윤기수(Junkkisui, 潤肌粋)
- 코세 바이탈 스테이지(バイタルステージ, KOSE VITAL STAGE)
- 해피 버스 데이 나의 소중한 사람 로즈 (HAPPY BATH DAY Precious Rose)

향수나 헤어스타일링 제품, 바디 제품, 샴푸·린스, 입욕제·바디 파우더 등의 제품.
그 외
- 데코르테 (COSME DECORTE)
  - 모이스쳐 리포솜(Moisture Liposome)
- 어딕션(ADDICTION)
- 어웨이크(AWAKE)
- 폴 스튜어트(Paul Stuart)
- 질 스튜어트(Jill Stuart)
- 크리에 코스메틱스(CRIE COSMETICS)
- 코세 코스메 포트
  - 소프티모(Softymo)
  - 살롱 스타일(SALON STYLE) 샴푸·린스·헤어 팩 트리트먼트
  - 하다-리즈므(肌リズム)
  - 코엔리치 Q10
  - 모이스처 마일드
  - 안미에루(アンミエル)
  - 코스 매직

외